# Звягинский сельсовет (Пушкинский район)
Звягинский сельсовет — упразднённая административно-территориальная единица, существовавшая на территории Московской губернии и Московской области до 1972 года.
Звягинский сельсовет был образован в первые годы советской власти. По данным 1924 года он входил в состав Пушкинской волости Московского уезда Московской губернии.
В 1926 году Звягинский с/с включал село Звягино.
В 1929 году Звягинский сельсовет вошёл в состав Пушкинского района Московского округа Московской области.
10 февраля 1955 года Звягинский с/с был передан в Мытищинский район.
28 июля 1960 года Звягинский с/с был передан в новый Калининградский район.
24 апреля 1962 года Калининградский район был преобразован в Пушкинский район.
1 февраля 1963 года Пушкинский район был упразднён и Звягинский с/с вошёл в Мытищинский сельский район. 11 января 1965 года Звягинский с/с был возвращён в восстановленный Пушкинский район.
2 декабря 1972 года Звягинский с/с был упразднён, а его территория (селение Звягино) была передана в административное подчинение дачному посёлку Клязьма (31 июля 2003 года село Звягино было включено в черту города Пушкино).